# Sijenggung
Sijenggung is een bestuurslaag in het regentschap Banjarnegara van de provincie Midden-Java, Indonesië. Sijenggung telt 1522 inwoners (volkstelling 2010).